# Zisterzienserkloster Zagreb
Das Zisterzienserkloster Zagreb (Sancta Maria de Zagrabia) war eine mittelalterliche Zisterzienserabtei in Kroatien. Es lag am Dolac im Stadtteil Kaptol in der kroatischen Landeshauptstadt Zagreb.

## Geschichte
Das Kloster soll vom Erzdechanten Peter um 1257 auf der St.-Jakobs- (oder Ägidien-)Insel in der Nähe von Zagreb erbaut und zunächst von Kloster Kostanjevica und dann von Stift Viktring besiedelt worden sein. Als weiteres Gründungsdatum wird 1274 genannt. Danach war das Kloster ein Tochterkloster der Abtei Villers-Bettnach (bei Saint-Hubert) in Lothringen, die wiederum auf die Primarabtei Morimond zurückgeht. Verbindungen in den südosteuropäischen Raum bestanden für Morimond über dessen Abt Heinrich von Kärnten. Zwischen 1307 und 1315 wurde das Kloster in die Stadt Zagreb verlegt. Das Kloster erlosch 1510 durch päpstliche Anordnung.

## Anlage und Bauten
Das Kloster ist auf einer Briefmarke des im Zweiten Weltkrieg unabhängigen Staats Kroatien aus dem Jahr 1943 (Entwurf: Karl Seizinger nach einem Gemälde von Vladimir Kirin) abgebildet. Es befand sich in der Nähe der barocken Marienkirche.